# Gentilhombre del interior
El gentilhombre del interior (o de lo interior) era un antiguo empleo o clase palatino de la corte española. 

## Historia
Este cargo fue creado como sustitución al de ayuda de cámara tras la muerte de Fernando VII de España. Al cambiar de un soberano masculino a uno femenino, Isabel II, esta no podía tener ayudas de cámara y se creó el empleo de gentilhombre del interior. 
Esta clase palatina fue restablecida en 1874 tras la Restauración Borbónica en España, siendo suprimida antes de 1902.

## Descripción
Para el cargo se nombraban personas de la confianza del monarca. Como se infiere de su propio nombre, tenían acceso hasta la cámara interior. A esta cámara tenía acceso un número muy restringido de personal que no fuera parte de la Real Casa.
En 1855 su número estaba fijado en cuatro. Así mismo, hacia 1868 también existían gentilhombres del interior que prestaban servidumbre en el cuarto del príncipe de Asturias (futuro Alfonso XII).
Fueron gentileshombres del interior Agustín Fernando Muñoz, Guillermo Morphy, y Antonio Fernández de Salamanca.

### Individuales
1. ↑  «Madrid, 26 de mayo. En algunos periódicos de esla corte y cn alguno- de los de provincia , leemos...». La Patria (433). 26 de mayo de 1850.
2. ↑  López Sánchez, 20117, p. 288.
3. ↑  «Real Casa. Gentileshombres de entrada». Guía oficial de España: 829. 1904.
4. ↑  «Real Casa. Gentileshomhres del extinguido servlcio del Interior.». Guía oficial de España: 860. 1904.
5. ↑  Bermejo, Ildefonso Antonio (1872). La estafeta de palacio: historia del último reinado ; cartas trascendentales dirigidas al rey Amadeo. R. Labajos. Consultado el 10 de noviembre de 2021.
6. ↑  Vega, Juana de, condesa consorte de Espoz y Mina (1 de octubre de 2014). Memorias de la Condesa de Espoz y Mina: Apuntes para la historia del tiempo en que ocupó los destinos de aya de S. M. y A. y camarera mayor de palacio. Boletín Oficial del Estado. p. 87. ISBN 978-84-340-2130-3. Consultado el 10 de noviembre de 2021.
7. ↑  Sánchez García, Raquel (2018). «Los gentilhombres de Palacio y la política informal en torno al monarca en España (1833-1885)». Aportes: Revista de historia contemporánea 33 (96): 33-64. ISSN 0213-5868. Consultado el 10 de noviembre de 2021.
8. ↑  Sánchez González, Dolores del Mar (2015). «La articulación de los espacios ceremoniales de la Corte durante la regencia de la Reina gobernadora María Cristina de Borbón». Anuario de historia del derecho español (85): 519-547. ISSN 0304-4319. Consultado el 10 de noviembre de 2021.
9. ↑  López Sánchez, 2017, p. 250.
10. ↑  López Sánchez, 2017, p. 259.
11. ↑  «El Conde de Morphy (1836-1899) en la Corte de los Borbones. Historia de una familia irlandesa en España (ss. XVIII-XIX)». Estudios Irlandeses. doi:10.24162/ei2019-8801. Consultado el 10 de noviembre de 2021.
12. ↑  «Gentileshombres del interior con servicio a S.M.». Hemeroteca Digital.